# 中华路 (南京)
中华路是位于南京市秦淮区境内的一条历史悠久的著名街道，南到中华门（旧名聚宝门）内内秦淮河上的镇淮桥，北到内桥接洪武路，并与白下路交汇。中华路沿线自北向南与建康路、昇州路、长乐路等重要街道交汇。
自南唐在此开辟御道以来，中华路作为南京古城的中轴线，历经了千年繁华。在明清鼎盛时期，本路曾是全城最繁华的街道，并以本路为界，将城市南部的繁华街区划分为门东和门西两大部分。当时全路分为四段：南面从镇淮桥到下江考棚称为南门大街；从下江考棚到大功坊（瞻园路）即今长乐路口附近称为花市大街；从大功坊到今建康路、昇州路十字路口称为三山街；再向北到内桥称为府东街。
在1930年代南京首都建设的高潮中，1932年，中华路被拓宽改建成现代柏油马路，两侧改建成近代式样的商业建筑。1966年改名烈士路，1970年恢复原名。1990年代又经过改造，两侧新建不少骑楼风格的商铺。